# Mille pezzi di cuore
Mille pezzi di cuore  è il terzo album in studio delle controparti di Rosario Miraggio con quest'ultimo, che ha iniziato dal disco a cui lo è ad essere conosciuto insieme a loro nell'ambito della musica italiana, con le canzoni che sono 10 e che sono cantate da Rosario Capannaggio, una di esse, pubblicato nell'anno 2007. 

## Tracce
1. Male
2. Pare mille anne
3. Stelle stelletelle
4. Macchina 50
5. S'è fatto tarde
6. Una storia fatta in tre
7. Famme pruvà
8. Magica
9. Primma e me fà annammurà
10. L'ammore quanno se ne va